# كايوا غوردون
كايوا جوزيف غوردون (بالإنجليزية: Kiowa Joseph Gordon)‏ هو ممثل أمريكي ولد في يوم 25 مارس 1990 في برلين. ينحدر من قبيلة هوالاباي إحدى قبائل السكان الأصليين في أريزونا. بدأ التمثيل في سنة 2009 ومثل في سلسلة أفلام ملحمة الشفق ومسلسل المحرر.